# Білл Мей (синхронне плавання)
Білл Мей (англ. Bill May, 17 січня 1979) — американський синхронний плавець.
Чемпіон світу з водних видів спорту 2015 року, призер 2017 року.